# Saint-Caprais-de-Lerm
Saint-Caprais-de-Lerm är en kommun i departementet Lot-et-Garonne i regionen Nouvelle-Aquitaine i sydvästra Frankrike. Kommunen ligger i kantonen Puymirol som tillhör arrondissementet Agen. År 2022 hade Saint-Caprais-de-Lerm 703 invånare.

## Befolkningsutveckling
Antalet invånare i kommunen Saint-Caprais-de-Lerm
| Referens: INSEE |